# Premiul Satellite pentru cele mai bune efecte vizuale
Premiul Satellite pentru cele mai bune efecte vizuale este un premiu acordat anual de Academia Internațională de presă.

## Anii 1990
- 1996 - Independence Day
  - Dragonheart
  - Mars Attacks!
  - Star Trek: First Contact
  - Twister

- 1997 - Contact
  - The Fifth Element
  - Men in Black
  - Starship Troopers
  - Titanic

- 1998 - What Dreams May Come
  - Armageddon
  - Babe: Pig in the City
  - Saving Private Ryan
  - Star Trek: Insurrection

- 1999 - Stuart Little
  - The Matrix
  - The Mummy
  - Sleepy Hollow
  - Star Wars Episode I: The Phantom Menace
  - Titus

## Anii 2000
- 2000 - Gladiator
  - Charlie's Angels
  - How the Grinch Stole Christmas
  - Mission: Impossible II
  - Vertical Limit

- 2001 - The Lord of the Rings: The Fellowship of the Ring
  - Harry Potter and the Philosopher's Stone
  - Jurassic Park III
  - Moulin Rouge!
  - Pearl Harbor

- 2002 - The Lord of the Rings: The Two Towers
  - Gangs of New York
  - Minority Report
  - Road to Perdition
  - Spider-Man

- 2003 - Master and Commander: The Far Side of the World
  - Kill Bill: Vol. 1
  - The Last Samurai
  - The Lord of the Rings: The Return of the King
  - Pirates of the Caribbean: The Curse of the Black Pearl
  - Terminator 3: Rise of the Machines

- 2004 - The Aviator, House of Flying Daggers
  - Collateral
  - Eternal Sunshine of the Spotless Mind
  - Sky Captain and the World of Tomorrow
  - Spider-Man 2

- 2005 - Star Wars Episode III: Revenge of the Sith
  - Kingdom of Heaven
  - Kung Fu Hustle
  - Sin City
  - War of the Worlds

- 2006 - Pirates of the Caribbean: Dead Man's Chest
  - The Da Vinci Code
  - Flags of Our Fathers
  - The Fountain
  - Pan's Labyrinth
  - V for Vendetta
  - X-Men: The Last Stand

- 2007 - 300
  - Beowulf
  - The Bourne Ultimatum
  - Enchanted
  - The Golden Compass
  - Transformers

- 2008 - Australia
  - The Dark Knight
  - The Day the Earth Stood Still
  - Iron Man
  - Quantum of Solace

- 2009 - 2012
  - District 9
  - Fantastic Mr. Fox
  - The Imaginarium of Doctor Parnassus
  - Red Cliff
  - Transformers: Revenge of the Fallen

## Anii 2010
- 2010 - Alice in Wonderland
  - 127 Hours
  - Inception
  - Iron Man 2
  - Legend of the Guardians; The Owls of Ga'hoole
  - Unstoppable

- 2011 - Hugo
  - Harry Potter and the Deathly Hallows: Part 2
  - Rise of the Planet of the Apes
  - Super 8
  - Transformers 3: Dark of the Mooon
  - War Horse